# جو مورتون
جو مورتون (به انگلیسی: Joe Morton) (زاده ۱۸ اکتبر ۱۹۴۷) بازیگر آمریکایی است. از فیلم‌های او می‌توان به سرعت، گزاف‌گویی، همیشه جوان، مادر خوب، خط، لیگ عدالت، شهر امید، مشکل در گوشه و سنجاقک اشاره کرد.